# Liste von Brunnen in Schmitten im Taunus
Dies ist eine (unvollständige) Liste von Brunnen in Schmitten im Taunus.

## Liste der Brunnen
| Bild                                                    | Name                                  | Lage                                     | Anmerkung |
| ------------------------------------------------------- | ------------------------------------- | ---------------------------------------- | --- |
|                                                         | Dorfbrunnen Arnoldshain               | Arnoldshain, gegenüber dem Alten Rathaus | Bis 1955 befand sich hier ein gusseiserner Brunnen. Anlässlich der 800-Jahr-Feier wurde dieser 1955 durch einen nierenförmigen aus Taunusschiefer gemauerten Brunnen ersetzt. Dieser wurde im Rahmen der Dorfsanierung erneuert und erhielt als Brunnenfigur einen hämmernden Nagelschmied aus Edelstahl. |
|                                                         | Dorfbrunnen Brombach                  | Brombach, Usinger Straße                 | Ein kleiner Brunnen aus Naturstein |
|                                                         | Gusseiserner Brunnen Niederreifenberg | Niederreifenberg, an der Apotheke        | Siehe Gusseiserne Brunnen im Taunus |
| Alter Brunnen in Treisberg · Neuer Brunnen in Treisberg | Gusseiserner Brunnen Treisberg        | Treisberg vor der Alte Schule            | Der Brunnen steht vor der Alte Schule. Da der Brunnen defekt war, wurde er 2017 durch ein neues Exemplar ersetzt. |
| Brunnen an der Feuerwehr in Treisberg                   | Brunnen Treisberg                     | Treisberg vor der Feuerwehr              | Der Brunnen steht vor der Feuerwehr |
|                                                         | Brunnen im Park                       | Schmitten, Seelenberger Straße           | Der ehemalige Friedhof des Ortes (zwischen Supermarkt und Freseniusstraße) wurde zum Park umgewidmet und ein Brunnen aus Sandstein angelegt. |
|                                                         | Brunnen Seelenberg                    | Seelenberg, neben der Kirche             | Neben der Kirche befindet sich der achteckige Brunnen aus Sandstein. Er ist mit den Ortswappen geschmückt. |
|                                                         | Kriegerdenkmal Schmitten              | Schmitten, Dorfweiler Straße 2           | 1925 wurde das Ehrenmal neben der Kirche geschaffen. Das Zentrum der Anlage bildet ein wasserspeiender Löwenkopf. Das Ehrenmal steht unter Denkmalschutz. |

## Nicht mehr bestehende Brunnen
| Ort                                      | Beschreibung | Foto |
| ---------------------------------------- | --- | ---- |
| Arnoldshain 50° 15′ 37,8″ N, 8° 27′ 9″ O | Der Ende des 19. Jahrhunderts aufgestellte zweifeldrige Brunnen am Dallas gegenüber dem Rathaus wurde 1955 auf den Friedhof umgesetzt, nachdem anlässlich der 800-Jahr-Feier des Ortes ein neuer Brunnen aufgestellt wurde. Der alte gusseiserne Brunnen stand bis in die 1990er Jahre am Friedhof. | 0    |